# Litauische Nationalphilharmonie

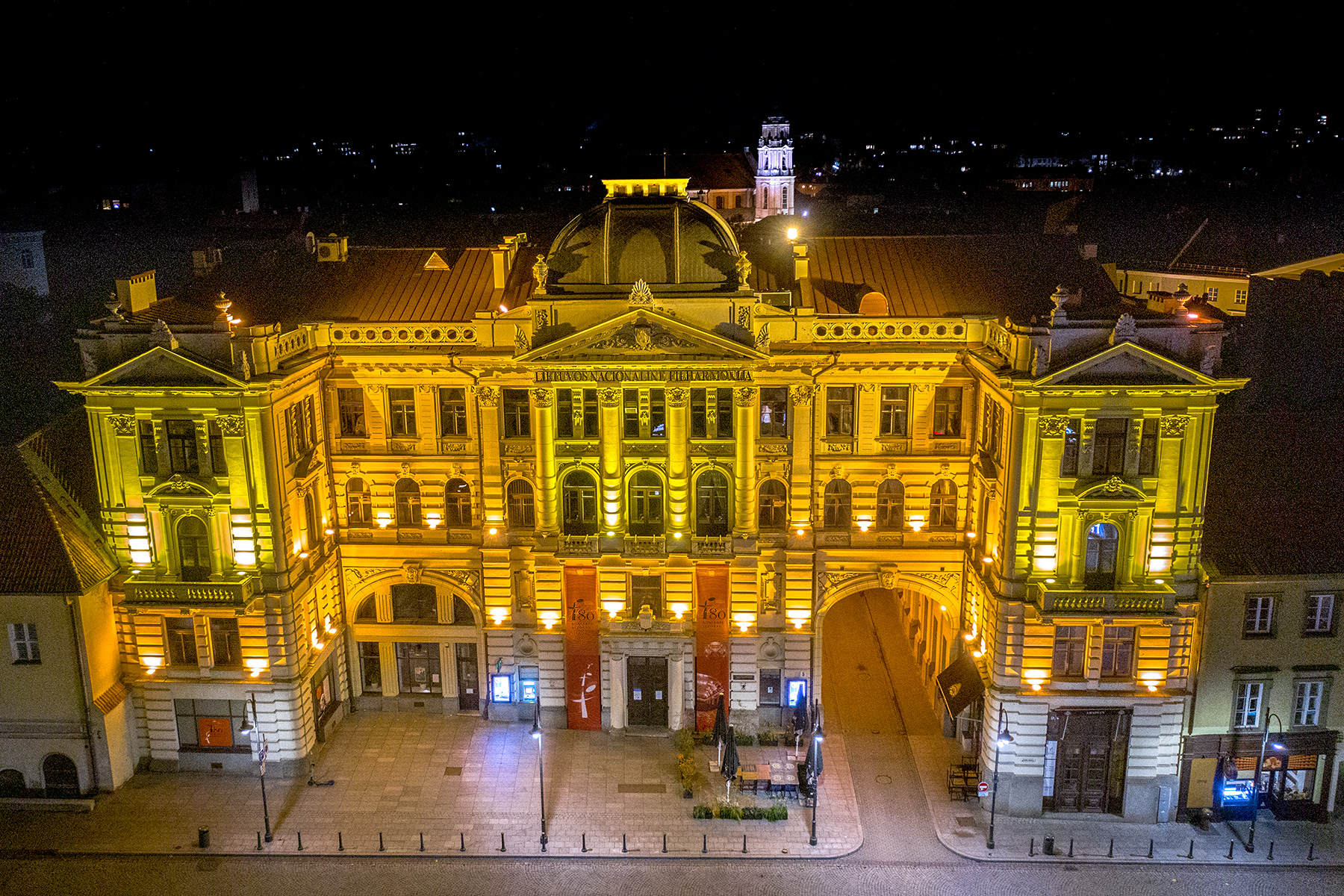
Philharmonie (2020)

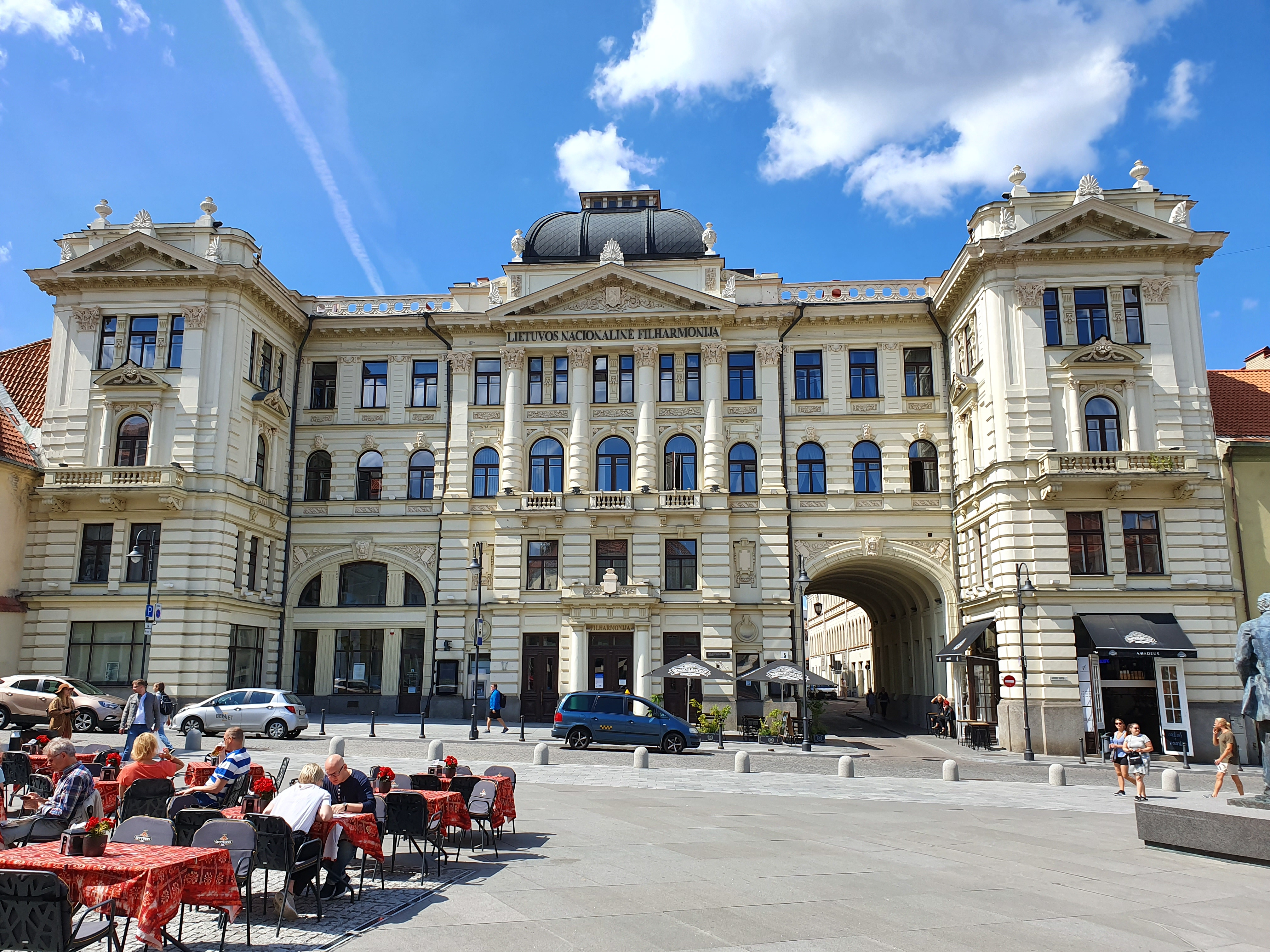
Philharmonie (2019)

Die Litauische Nationalphilharmonie (lit. Lietuvos nacionalinė filharmonija) ist eine Konzertgesellschaft in Vilnius, der größten Stadt Litauens. Hier proben und probten der Litauische Philharmoniechor, das Litauische Estradenorchester, das Streichquartett Litauens, das Litauische Nationale Symphonieorchester sowie Musica humana. Das Gebäude befindet sich in der Altstadt Vilnius.

## Geschichte
Im Gebäude der jetzigen Philharmonie wurde 1904 die erste litauische Buchhandlung in Vilnius eröffnet und 1905 tagte hier der Didysis Vilniaus Seimas, der Vilnius-Seimas. Die Philharmonie wurde am 4. Dezember 1940 gegründet und 1943 zunächst wieder geschlossen. Seit August 1944 ist sie wieder tätig. 1998 bekam sie den Status der nationalen Kulturanstalt.